# Neon czerwony

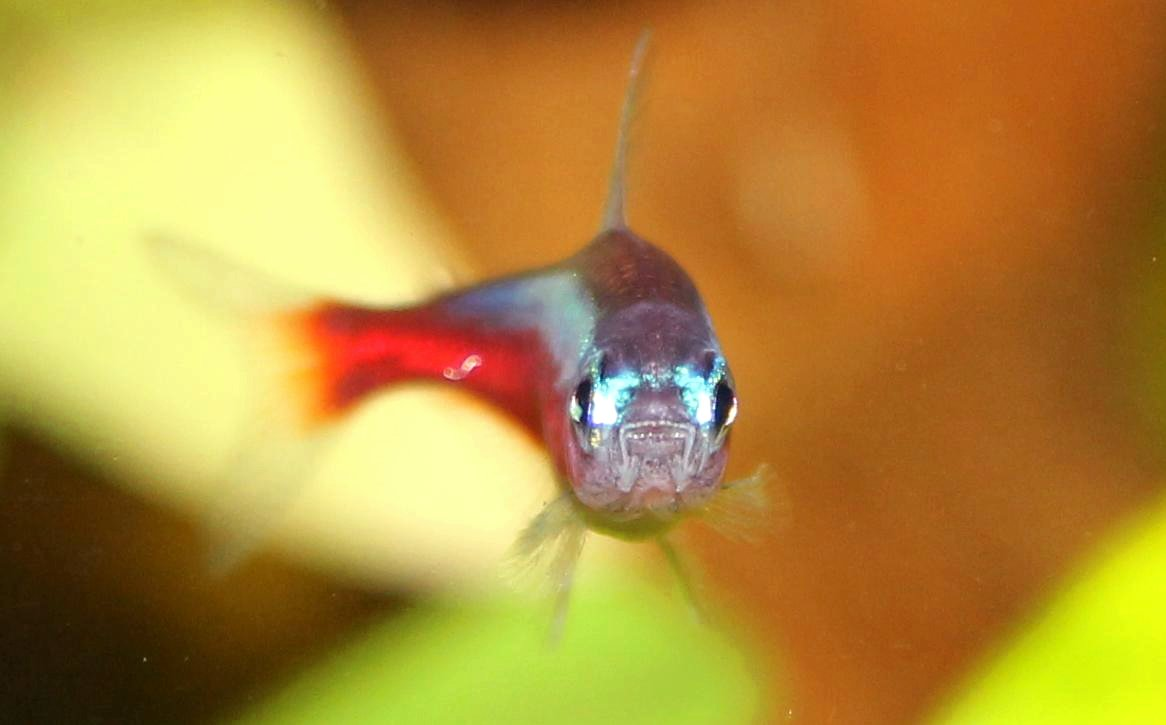
Neon czerwony (widok z przodu)

Neon czerwony, neon Axelroda, neonek Axelroda (Paracheirodon axelrodi) – gatunek słodkowodnej ryby z rodziny kąsaczowatych (Characidae).

## Opis
Pochodzenie: dorzecze Amazonki.
Rozmiary: długość 3 cm.
Wygląd:
Od oczu, do początku płetwy ogonowej biegną dwa jaskrawe pasy: niebieski i czerwony.

## Wskazówki hodowlane
Ryba ta najlepiej czuje się w dużym stadzie w akwarium jednogatunkowym. Nie należy jej trzymać z rybami wyjątkowo ruchliwymi oraz dużymi (np. skalarami ani brzankami, gdyż te często je zjadają). Najlepiej trzymać je ze spokojnymi rybami o podobnych wymaganiach (np. neon Innesa, razbora klinowa, kirysek pstry). Nie jest polecana dla początkujących akwarystów, gdyż ma bardzo duże wymagania, co do jakości wody i samej hodowli.
| Zalecane warunki w akwarium | Zalecane warunki w akwarium |
| --------------------------- | --- |
| Zbiornik                    | minimum 60-litrowy, z dużą ilością korzeni-konarów, ciemnym podłożem. Wskazane jest intensywne oświetlenie oraz rośliny pływające po powierzchni wody. Najlepszym środowiskiem dla neona czerwonego są tzw. "czarne wody". |
| Temperatura wody            | 24–30 °C |
| Twardość wody               | miękka, 3–8°n, klarowna, dobrze natleniona, z niską zawartością azotanów |
| Skala pH                    | kwaśna, 4,5–6,5 |
| Pokarm                      | żywy, płatkowany, mrożony |

Rozmnażanie należy do bardzo trudnych, w większości importuje się je ze środowiska naturalnego.
Zachowanie: Ryba zdecydowanie stadna, wyjątkowo spokojna.

## Ochrona gatunkowa
Ze względu na duże odłowy tego gatunku w Brazylii neon czerwony został objęty na okres tarła czasową ochroną prawną i zakazem jego odłowu jak i eksportu. Okres ten wynosi dwa miesiące: maj - czerwiec.